# 加速度計
加速度計（かそくどけい, 英: accelerometer）は、物体の加速度を計測する機器である。加速度センサとも呼ばれる。
小型の加速度計（加速度センサ）はMEMS技術を用いて作製される。MEMSの加速度センサの場合、質量が小さいため感度は低下するが劇的な小型化が可能になるため、自動車のエアバッグやカーナビゲーションの傾斜計、ゲームのコントローラなどに使われている。精度は測定軸を基準に仕様されるため、軸の方向を筐体の固定面（およびその加工精度）で確定しないと加速度センサが提唱する精度に意味がなくなり、特にプリント基板上に加速度センサが実装されただけの状態では計測用途に適用し難い。

## 原理

### 機械的変位測定方式
もっとも一般的な計測原理は、ばね（コイルばねや板ばね）がつながった錘（マス、質量）の、加速度が加わったときの位置変化を捉えることである。
質量m [kg] の錘に加速度a [m/s2] が加わったとき、錘に働く力F [N] は
{\displaystyle F=ma}
と表せる。今、錘をばね定数k [N/m] (=[kg/s2]) のばねにより支持したときに錘がx [m] だけ変位したとすると、フックの法則を用いれば、
{\displaystyle F=kx}
となるため、加速度a [m/s2] は
{\displaystyle a={\frac {F}{m}}={\frac {kx}{m}}}
となり、ばね定数kと錘の質量mが既知であれば、錘の変位xを検出することにより加速度を計測できる。根本的な性能は、ばね定数と錘の質量で決定するため、検出方法の向上や安定性・耐環境性などが主な研究・開発対象となっている。
変位の計測には静電容量の変化やひずみゲージやピエゾ効果による電気抵抗の変化などを使う。
機械式の加速度センサは計測装置としてある程度の大きさと重量を占め、慣性質量が大きくなる傾向があるので、短時間での計測には向かず、また、ばね自身が振動をもたらすために共振域近くでの加速運動には大きな誤差が生じる。可動部での注油や金属部での錆びなどの機械ゆえの経時劣化という問題もある。
高い精度が求められる地球の重力加速度の計測では、高真空容器内にコーナキューブという反射体を落下させて、その落下時間を測定することで重力を精密に測る「絶対重力加速度計」という計測器もある。

### 振動を用いる方式
錘をつけたばねを共振周波数で振動させる。錘に加速度が加わるとばねに加わる応力が変化するためばねの共振周波数が変化する。これはギターの弦を張ったり緩めたりすると音が変わるのと同じ原理である。この周波数の変化を検出することで加速度を検出する。
Q値の高いばね構造（音叉型などがよく使われる）を用いると、周波数変化の検出精度が上がるので、高い測定精度が得られる。
この原理は電子天秤など精密に物体の重さを測る装置にも使われている。この場合、物体の重さによってばねに加わる応力が変わるため、周波数変化が起きる。

### 光学的方式
光学式の加速度センサにはいくつかの形式があり、加速度によって生じる位置の変化を光学的に伝達する目的や検出・増幅するために使用され、光センサによって最終的には電気信号に変換する。FBG光ファイバ式では、錘にかかる加速度をFBG (Fiber Bragg Grating) 光ファイバへの張力とすることで、波長の変化を検出する。一度、半導体式加速度センサで測定したデータを光ファイバーに乗せて伝送する物を光学式と呼ぶ場合もあり、さまざまな形式が存在する。

### 半導体方式

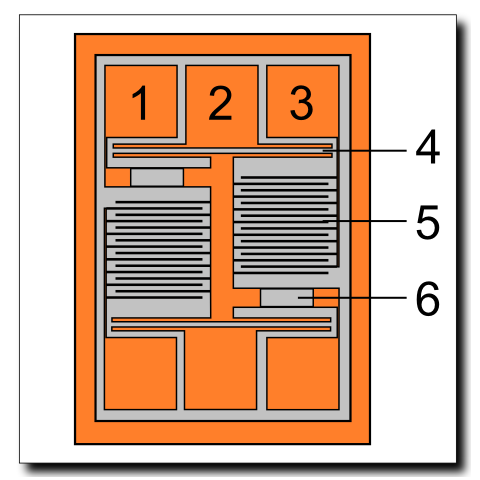
静電容量型
上下方向の加速度を測定する。
1.アンカー電極 2.固定電極 3.中間電極 4.固定-可動電極間静電容量検出部 5.中間電極-可動電極静電容量検出部 6.梁構造

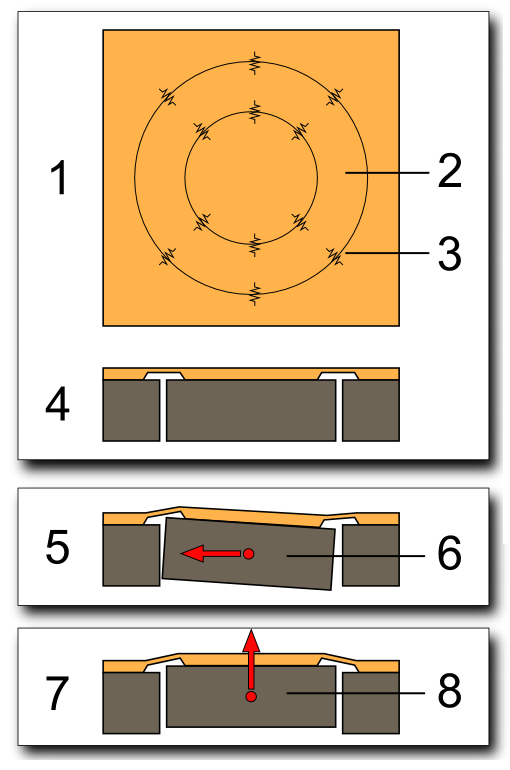
半導体ピエゾ抵抗型
1. 平面図 2.ダイヤフラム 3.ピエゾ抵抗器 4.側面図 5.X軸またはY軸方向に加速度がかかった場合の側面図 6.錘が横に引かれピエゾ抵抗器に不等分の変化が検出される 7.Z軸方向に加速度がかかった場合の側面図 8.錘が縦に引かれピエゾ抵抗器に等分の変化が検出される

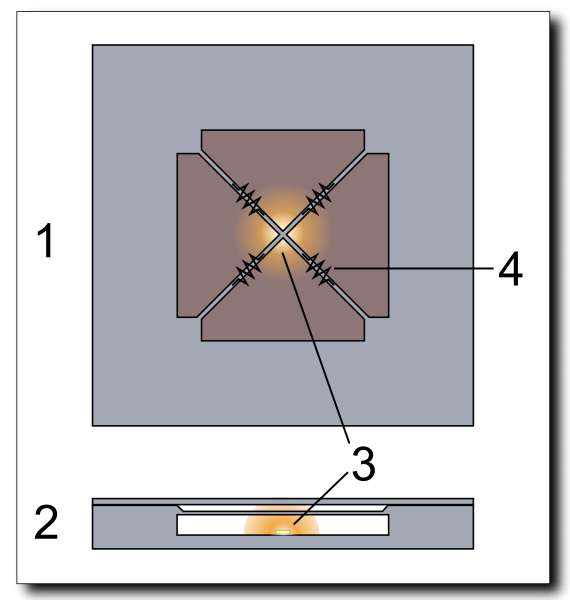
ガス温度分布型
2軸方向に測定できる。
1.平面図 2.側面図 3.ヒーター 4.温度計測抵抗ブリッジ

機械式や光学式の加速度センサでは製造・調整・補修に手間がかかりコストを押し上げ、小型化や知能化にも向かないため、近年の多様な装置に使用される加速度センサには半導体式の採用が多くなっている。いずれもMEMS (Micro Electro Mechanical Systems) 技術を使ったものである。
静電容量型
梁構造で支えられた微小な可動部でのわずかな位置変化を静電容量の変化として検出し、電気回路によって増幅・計測する。静電容量を検出する櫛の歯型の構造を荒い箇所と細かな箇所の2種類を作ることで、検出精度を上げている。
ピエゾ抵抗型
シリコン半導体の製造技術によって、表面を円環状に薄く作りダイヤフラムを形成する。中央の錘をこの薄い金属で支えることで加速度による変位を検出しやすくる。ダイヤフラムの位置変化をピエゾ抵抗素子によって検出し、電気回路によって増幅・計測する。ダイヤフラムとピエゾ抵抗素子の取り付け方を工夫することで、3軸方向での加速度検出が可能になっている。
ガス温度分布型
空洞部中央で暖められ、軽くなったガスが加速度によって移動するのを、周囲の温度計測抵抗ブリッジの抵抗変化で検出し、電気回路によって増幅・計測する。即ち、他の方式では空気より重い錘をマスとしているが、本方式では逆に空気より軽いガス部分をマスとして考える。機械的な可動部分がないためMEMS工程の歩留まりが良く、結果として安価に製造可能といわれる。

## 検出軸数
検出軸数によって1軸・2軸・3軸のセンサがある。

### 3軸加速度センサ
3軸加速度センサーは、X,Y,Z軸の3方向の加速度を1デバイスで測定できるMEMSセンサの一種である。±数 [g]の範囲が測定可能である。
代表的な3軸加速度センサには以下のものがある。
- ピエゾ抵抗型3軸加速度センサ
- 静電容量型3軸加速度センサ
- 熱検知型3軸加速度センサ

メーカーとしては、以下の会社が製造している。
- IMV（日本）
- クロスボー
- 北陸電気工業
- 日立金属
- MEMSIC, Inc.（アメリカ）
- STマイクロエレクトロニクス（アメリカ）
- アナログ・デバイセズ（アメリカ）
- Bosch Sensortec（ドイツ）
- Dytran (アメリカ）

## 応用例
厳密な精度が要求される科学実験や地震計といった加速度の計測機器として利用される他に、歩数計や携帯電話の画面の上下方向を決めるのに使用されるなど、このセンサの用途は多岐に亘っている。
- 携帯電話 - 地球の重力加速度を計測することで携帯電話の傾きを検出し、画面が常に正しい向きで表示されるようにしている[2]。
- ゲームコントローラ - Wiiリモコン等
- ハードディスクの振動検知
- ロボットの姿勢制御等
- ドローンの姿勢制御、慣性航法等

## 関連する計測器
地震計・重力計・傾斜計などは加速度計の一種といえるが、用途により、精度や使用帯域、ダイナミックレンジ、安定性などの性能が特徴的である。たとえば、地震計は地震波の周期付近に感度を持たせることで、地震以外の振動（地震の周期より短い）の検出を抑えている。